# Wonju-Stadion
Das Wonju-Stadion ist ein Fußballstadion in der südkoreanischen Stadt Wonju, Gangwon-do. Das Stadion wurde 1978 erbaut und 1980 eröffnet. 
Das Stadion wurde von 1987 bis 1990 von Hyundai Horang-i als Heimspielstätte genutzt. Von 2013 bis 2016 nutzte Gangwon FC ebenfalls das Stadion. Zuletzt wurde das Stadion von Gangwon FC II als Heimspielstätte genutzt, welches 2021 in der K4 League ihre Heimspiele hier austrug.